# Achelia brevicauda
Achelia brevicauda är en havsspindelart som först beskrevs av Loman, J.C.C. 1904.  Achelia brevicauda ingår i släktet Achelia och familjen Ammotheidae. Inga underarter finns listade i Catalogue of Life.